# Bobbie Rosenfeld
Fanny »Bobbie« Rosenfeld, kanadska atletinja, * 28. december 1904, Ekaterinoslav, Rusija (danes Ukrajina), † 13. november 1969, Toronto, Kanada.
Bobbie Rosenfeld je nastopila na Poletnih olimpijskih igrah 1928 v Amsterdamu, kjer je osvojila naslov olimpijske prvakinje v štafeti 4x100 m, srebrno medaljo v teku na 100 m in peto mesto v teku na 800 m. Zaradi artritisa je bil to njen edini olimpijski nastop. Leta 1955 je bila sprejeta v Kanadski športni hram slavnih.